# Mervyn Peake
Mervyn Laurence Peake (9 de julio de 1911 - 17 de noviembre de 1968) fue un escritor, poeta e ilustrador británico.
Se le conoce principalmente por los libros de Titus (también llamados trilogía de Gormenghast), que conforman la terna: Titus Groan, Gormenghast y Titus solo. Las tres obras existentes de esta saga son sólo el comienzo de lo que Peake concebía como un ciclo mucho más extenso, que habría de contar las peripecias de su protagonista Titus Groan durante toda su vida, pero la muerte sorprendió al autor antes de que pudiera terminarlo. La obra, inacabada, se considera a menudo, erróneamente, como una trilogía. Es frecuente también la comparación de su obra con la de J. R. R. Tolkien, contemporáneo suyo, aunque lo cierto es que el tratamiento surrealista de sus historias está más influido por la temprana admiración que profesó a Charles Dickens y Robert Louis Stevenson que a los estudios de Tolkien sobre mitología.
Peake también escribió poesía, versos disparatados o absurdos, historias cortas para adultos y niños, obras de teatro en vivo o en la radio, y Mr. Pye, una novela en la que Dios se burla de las pretensiones de evangelización.
Empezó a hacerse relativamente conocido por sus trabajos como pintor e ilustrador durante los años 30 y 40, cuando residía en Londres y se dedicaba a retratar a famosos de la época. Aunque Peake obtuvo un escaso reconocimiento, su obra fue muy valorada por sus colegas, entre los que figuraban amigos personales como Dylan Thomas y Graham Greene. 
Sus obras se exhiben en el National Portrait Gallery y en el Imperial War Museum.

## Citas relativas a Peake
- «Mervyn Peake es un poeta mejor que Edgar Allan Poe y, por lo tanto, capaz de conservar brillantemente su mundo de fantasía a través de sus tres novelas (Gormenghast). Estas son un trabajo muy, muy bueno... un clásico de nuestra época.»
  - Robertson Davies
- «Fucsia era mi sueño. La idea de lo infinito, de lo irreal, de la inocencia moribunda...»
  - Robert Smith (músico)